# 松平成重
松平 成重（まつだいら なりしげ）は、江戸時代前期の武将・大名。下野国板橋藩の第2代藩主、三河国西尾藩主、丹波国亀山藩の初代藩主。親清流大給松平家4代当主。

## 生涯
松平一生の長男として誕生した。母は松平忠成の娘。
慶長9年（1604年）、父が死去したため、その跡を継いで下野板橋1万石を領した。慶長19年（1614年）、大久保忠隣改易の連座で里見忠義が改易されると、その城受け渡しと破却を務めた。同年冬からの大坂冬の陣では小田原城の守備を、翌年の大坂夏の陣では本戦に参加し、首級を12個挙げたという。
元和3年（1617年）、三河西尾2万石に加増移封された。元和7年（1621年）、さらに2200石加増され、合計2万2200石として丹波亀山に加増移封された。寛永3年（1626年）、徳川秀忠・家光父子の上洛に付き従った。
寛永10年（1633年）9月16日、40歳で死去した。家督は次男の忠昭が嗣いだ。法名は見樹院殿覚誉円徹大居士。最初は深川の法禅寺に葬られたが、後に小石川伝通院に改葬されている。

## 系譜
徳川家康の養女（松平康元の長女椿姫）を正室として亀山藩主の時に迎えた。逝去は寛永6年（1629年）11月21日。建平寺改め久松寺（現在の京都府亀岡市）に久松院としてある。成重以来、公儀行事、祝事における三つ葉葵紋の使用を認められる。
父母
- 松平一生（父）
- 松平忠成の娘（母）

正室、継室
- 椿姫、久松院 ー 徳川家康の養女、松平康元の長女（正室）
- 安藤重信の娘（継室）

子女
- 松平勝広（長男）生母は継室
- 松平忠昭（次男）生母は継室
- 松平一重（三男）生母は継室
- 松平重勝（四男）
- 松平近憲（五男）
- 本多康長正室後に竹山某室、生母は継室
- 皆川秀隆正室、生母は継室
- 岡本次正室
- 木村成政室